# جرج واترفیلد
جرج واترفیلد (به انگلیسی: George Waterfield) بازیکن فوتبال زادهٔ ۲ ژوئن ۱۹۰۱ اهل انگلستان بود که سابقهٔ بازی در تیم ملی فوتبال انگلستان را در کارنامهٔ خود دارد. وی در تاریخ ۱۲ فوریه ۱۹۲۷ تنها بازی ملی خود را در مقابل تیم ملی فوتبال ولز انجام داد.